# The Lord Archmage
The Lord Archmage es un videojuego multijugador masivo en línea desarrollado por lord_frank (apoyado por la comunidad) tomando como base el juego Archmage, el cual está ambientado en un mundo mágico medieval llamado Terra. El juego ha sido creado usando PHP y requiere únicamente de un navegador común para poder jugarlo. Cada servidor de juego,- denominado "servidor" o "server"-, permite que se enfrenten simultáneamente hasta 5.000 jugadores. El primer server apareció a finales del 2002 en Chile. Existen actualmente 5 servers.

## Introducción
The Lord Archmage es un videojuego por turnos, donde todos los jugadores pueden interactuar entre sí, estén conectados o no.
Cada jugador comienza con un reino y asume el rol de un mago, dependiendo del color de magia elegido para su reino. El objetivo del juego es obtener el mayor poder posible y así estar lo más arriba posible en la clasificación de jugadores. Los 5 servidores se dividen por la cantidad de turnos que se generan en cada uno, desde servidores lentos que dan 1 turno cada 15 minutos con un tope de 180, hasta los más rápidos que da 1 turno cada 3 minutos con un tope de 280. También hay foros por cada servidor donde la comunidad interactúa.
En el juego existen 3 recursos principales, oro, maná y gente, los cuales se consiguen con los edificios que se construyen sobre la tierra libre del reino y se generan por cada turno usado, si no usas turnos no se generarán recursos.
Al inicio del juego se tiene un reino reducido, usando turnos se debe explorar para obtener más tierra libre y así manejar los recursos para investigar las magias asignadas a su color, después del periodo de investigación (que suele durar un par de días) el reino ya está lo suficientemente poderoso para poder entrar en batallas con los demás reinos.
Para comenzar a jugar The Lord Archmage solo debes registrarte de manera gratuita.

## Descripción del juego
El juego permite ir aumentando su poder con las tierras obtenidas, al inicio se puede explorar hasta un límite, desde allí en adelante será necesario atacar a otro reino para obtener tierras y se deberá defender el reino de los que quieran robar tus tierras. Con tierras se manejan los edificios del reino, según su configuración te darán los recursos necesarios para mantener tu reino y todo lo que necesitas.

## Edificios
Los edificios que puedes construir son Fortalezas, Barreras, Granjas, Pueblos, Talleres, Nodos, Barracas y Gremios de magos, éstos te ayudan a manejar el maná, oro y gente por turno además de darte protección, entre otras características.
La configuración se basa en % de edificio construido en la mayor parte de ellos, según el % de construcción es la cantidad de recursos que generan, en otras edificaciones es simplemente por cantidad creada independiente de su %.

## Unidades
Las unidades son las encargadas de formar los ejércitos, éstas se pueden conseguir conjurándolas con hechizos, comprarlas en el mercado negro, o reclutadas en las barracas, al ser soldados y criaturas mágicas cobran un mantenimiento por turno, se pueden desbandar para manejar su cantidad, pero las que consumen gente no se podrán desbandar.
Cada unidad tiene características propias básicas, como los puntos de vida (hp), poder de ataque, color, nombre y tipo de ataque, también se clasifican en tipos según su rango.

## Sistema de batalla
Las batallas se desarrollan entre ejércitos llamados stack, lleno de criaturas mágicas, como por ejemplo dragones rojos, las criaturas que lo conformen dependen del color del reino y de las unidades que se obtienen por otras vías como el mercado negro o ítems.
Cada ejército se ordena según el poder de cada uno de mayor a menor y luego, según unas reglas, se emparejan entre unidades invasoras y defensoras, por ejemplo, una unidad terrestre que no posee ataque a distancia no puede atacar a una unidad voladora.
Una vez emparejados los ejércitos, comienzan a pegarse entre sí, siempre atacan primero las unidades que tengan mayor iniciativa, un indicador de cada unidad que va de 1 a 5 , el que tenga iniciativa 5 atacará antes que el que tenga iniciativa 4, a iniciativas iguales se va a sorteo quien pega primero, esto toma importancia, ya que cada golpe provoca fatiga en la otra unidad haciendo que su poder de daño vaya disminuyendo, así una unidad que no ha recibido golpes provocará más daño que una unidad que ya ha sido golpeada muchas veces.

## Investigar
Al inicio, con tu reino recién creado y según el color de magia poseerás un reducido número de hechizos, el resto se tienen que investigar, para eso se necesita gastar turnos y tener algo de oro, el edificio Gremios ayuda a reducir el costo en turnos. Se tiene un conjunto de hechizos de diferente color y rango a disposición para investigar, se pueden investigar todos los hechizos del color propio, de los colores amigos hasta cierto rango y de los enemigos en un rango más pequeño, tener todos los hechizos investigados ayuda a subir el nivel de hechizo, el cual incrementa el poder de cada hechizo al usarlo.

## Magias
Las magias se dividen por color (rojo, azul, blanco, negro y verde), los magos las obtienen investigando y hay de varios tipos como instantáneas, batalla, invocación y de encantamiento. También su efecto puede variar desde ser en el reino propio o en un reino enemigo. Según el tipo estarán en tu reino incrementando tus recursos, afectando en la batalla y ayudando a las tropas a ganar, o destruyendo un reino entre otros efectos.

## Objetos
Hay una gran variedad de ítems (objetos mágicos, pócimas, etc), que se catalogan en dos grupos, los ítems menores que uno puede encontrar en el mercado o se dan cada turno si tienes el edificio gremios entre otras situaciones, pero también existen los ítems únicos los cuales solo puede existir 1 al mismo tiempo en cada servidor y trae consigo un gran beneficio para quien lo posea.

## Héroes
Los héroes ayudan en batalla y en tu reino a manejar mejor tus recursos, éstos suelen ser comprados en el mercado y se quedan en un reino a cambio de oro, maná o personas por turno a cambio de sus habilidades.

## Dioses
Hay 7 dioses, cada uno recibe pagos en oro a cambio de favores los cuales suelen ser muy beneficiosos para los reinos, éstos sin embargo pueden ponerse celosos si le donas a otro dios o consideran que lo donado es muy pequeño y suele entrar en cólera, tratando de destruir tu reino por tu osadía.

## Ranking
Para encontrar a otro reino, se usa el ranking, el cual se ordena por el poder que cada reino posee. Cada cosa que tiene el reino tiene poder y sumados da el poder neto del reino, los reinos son listados en un ranking, donde el que tiene más poder encabeza la lista y junto a otros 9 magos, son llamados el top10; luego vienen los reinos cercanos a tu posición, en el ranking se muestra las fortalezas, tierras, nombre, color entre otras cosas.

## Mercado
Existen 4 mercados, el de ítems, spell, héroes y criaturas. Para usarlo se debe pujar por uno o varios objetos, luego esperar 30 minutos; si tu oferta no es superada ya compraste algo, pero si otro mago la supera, pierdes tu puja y tendrás que volver a ofertar por un valor más alto si quieres conseguirlo. Los ítems (objetos mágicos) además de comprarlos, también podrás venderlos para conseguir oro.

## Armagedón
Cada server tiene una duración aproximada de 2 a 3 meses, al final de ese período se rompen siete sellos, 1 diario para el octavo día liberar el armagedon, hechizo que anula todas las protecciones y deja el mundo abierto a que todos batallen contra todos.

## Reglas
El juego tiene unas reglas que deben ser cumplidas, para esto existe el concilio, el cual se encarga de revisar los reinos por si han incumplido normas o revisar los avisos de los propios usuarios. El castigo por no seguir las reglas es la eliminación de la cuenta, una regla por ejemplo es no tener más de 1 cuenta por servidor.
El administrador/jugador de dicho juego edita y cambia las reglas según le convengan, por eso a día de hoy el juego que contó en el pasado con cientos de jugadores apenas cuenta con 40 hoy día